# لیست رانندگان موتوجی‌پی
اسامی موتورسواران سابق و فعلی کلاس موتوجی پی در رقابت‌های جایزه بزرگ موتورسواری
- والنتینو روسی
- فابیو کوارتارارو
- ماوریک وینیالز
- دنی پدروسا
- خورخه لورنزو
- مارک مارکز
- آندرئا دوویتزیوسو
- کال کراچلو
- دانیلو پتروچی
- آندرئا یانونه
- فرانچسکو بانیایا
- خورخه مارتین
- پدرو آکوستا (موتورسوار)
- الکس اسپارگارو